# Appledore (Kent)
Appledore es una parroquia civil y un pueblo del distrito de Ashford, en el condado de Kent (Inglaterra).

## Geografía
Según la Oficina Nacional de Estadística británica, Appledore tiene una superficie de 12,46 km².

## Demografía
Según el censo de 2001, Appledore tenía 754 habitantes (49,47% varones, 50,53% mujeres) y una densidad de población de 60,51 hab/km². El 18,7% eran menores de 16 años, el 73,87% tenían entre 16 y 74 y el 7,43% eran mayores de 74. La media de edad era de 41,79 años. Del total de habitantes con 16 o más años, el 23,65% estaban solteros, el 59,22% casados y el 17,13% divorciados o viudos.
El 94,96% de los habitantes eran originarios del Reino Unido. El resto de países europeos englobaban al 1,72% de la población, mientras que el 3,32% había nacido en cualquier otro lugar. Según su grupo étnico, el 99,6% eran blancos y el 0,4% asiáticos. El cristianismo era profesado por el 75,63% y cualquier otra religión, salvo el budismo, el hinduismo, el judaísmo, el islam y el sijismo, por el 0,53%. El 16,25% no eran religiosos y el 7,59% no marcaron ninguna opción en el censo.
360 habitantes eran económicamente activos, 354 de ellos (98,33%) empleados y 6 (1,67%) desempleados. Había 319 hogares con residentes, 16 vacíos y 5 eran alojamientos vacacionales o segundas residencias.